# Harold Tejada
Harold Alfonso Tejada Canacue (Pital, 27 april 1997) is een Colombiaanse wielrenner die sinds 2020 voor de vanaf 2022 Astana Qazaqstan geheten ploeg uitkomt.

## Carrière
Tejada reed in 2017 en in 2018 voor de Colombiaanse wielerploeg EPM. In 2019 maakte hij de overstap naar Medellín, dit jaar won hij de Colombiaanse titel voor belofte op de weg en in het tijdrijden en de zevende etappe in de Ronde van de Toekomst.

## Palmares
2019
 Colombiaans kampioen op de weg, Belofte
 Colombiaans kampioen tijdrijden, Belofte
7e etappe Ronde van de Toekomst
2024
2e etappe Tour Colombia

## Resultaten in voornaamste wedstrijden
| Jaar | Ronde van Italië | Ronde van Frankrijk | Ronde van Spanje |
| ---- | ---------------- | ------------------- | ---------------- |
| 2020 |                  | 45e                 |                  |
| 2021 | 36e              |                     |                  |
| 2022 | 56e              |                     | 65e              |
| 2023 |                  | 34e                 |                  |
| 2024 |                  | 74e                 | 40e              |
| 2025 |                  | 44e                 |                  |

| Jaar | Ronde van Lombardije | Clásica San Sebastián |  | WK op de weg |
| ---- | -------------------- | --------------------- |  | ------------ |
| 2020 | 53e                  |                       |  | opgave       |
| 2021 |                      |                       |  |              |
| 2022 |                      |                       |  | opgave       |
| 2023 |                      | opgave                |  | opgave       |
| 2024 |                      |                       |  | 40e          |
| 2025 |                      |                       |  |              |

#### Resultaten in kleinere rondes
| Jaar | Ronde van de VAE |
| ---- | ---------------- |
| 2024 | 24e              |

## Ploegen
- 2017 –  EPM
- 2018 –  EPM
- 2019 –  Medellín
- 2020 –  Astana Pro Team
- 2021 –  Astana-Premier Tech
- 2022 –  Astana Qazaqstan
- 2023 –  Astana Qazaqstan
- 2024 –  Astana Qazaqstan
- 2025 –  XDS Astana Team

Aranburu · Bïjigitov · Boaro · Bohórquez · Contreras · De Vreese · Felline · Fominykh · Fraile · Fuglsang · Gïdïç · Gregaard · Groezdev · Houle · G. Izagirre · J. Izagirre · Kudus · Loetsenko · López · Martinelli · Natarov · Pronskïÿ · Rodríguez · Sánchez · Stalnov · Tejada · Vlasov · Zacharov
Aranburu · Battistella · Boaro · Broesenski · Contreras · de Bod · Fjodorov · Felline · Fraile · Fuglsang · Gïdïç · Gregaard · Groezdev · Houle · G. Izagirre · J. Izagirre · Kudus · Loetsenko · Martinelli · Natarov · Perry · Piccolo tot 31 mei · Pronskïÿ · Rodríguez · Romo · Sánchez · Sobrero · Stalnov · Tejada · Vlasov · Zacharov
Basso · Battistella · Boaro · Broesenski · Conti · de Bod · de la Cruz · Dombrowski · Fjodorov · Felline · Gazzoli (tot 10/8) · Gïdïç · Groezdev · Henao (tot 31/07) · López · Loetsenko · Martinelli · Moscon · Natarov · A. Nibali · V. Nibali · Nurlykhassym · Pronskïÿ · Raboesjenka · Romo · Scaroni (vanaf 28/07) · Tejada · Velasco · Zacharov · Zejts · Chzhan (stagiair) · Syritsa (stagiair)
Basso · Battistella · Boaro · Bol · Broesenski · Cavendish · Chzhan · de la Cruz · Dombrowski · Fjodorov · Felline · Garofoli · Gïdïç · Groezdev · Laas · Loetsenko · Martinelli · Moscon · Natarov · Nibali · Nurlykhassym · Pronskïÿ · Raboesjenka · Romo · Sánchez · Scaroni · Syritsa · Tejada · Velasco · Zejts
Ballerini · Battistella · Bettiol (vanf 15/8) · Bol · Brusenskii · Cavendish · Charmig · Fjodorov · Fortunato · Garofoli · Gazzoli · Giditş · Groezdev · Kanter · Koezmin · López · Loetsenko · Maroechin · Mulubrhan · Mørkøv · Pronskii · Scaroni · Schelling · Selig · Syritsa · Tejada · Tsjzjan · Umba · Velasco · Vinokoerov · Goyo (stagiair) · Smirnov (stagiair) · Trezise (stagiair)